# دریا (فیلم ۱۸۹۵)
 دریا  عنوان فیلمی است فرانسوی از نوع مستند، کوتاه، صامت و سیاه و سفید به کارگردانی برادران لومیر. این فیلم محصول سال ۱۸۹۵ میلادی است. زمان این فیلم ۳۸ ثانیه است.